# Saint-Vulbas
Saint-Vulbas è un comune francese di 966 abitanti situato nel dipartimento dell'Ain della regione dell'Alvernia-Rodano-Alpi.

## Società

### Evoluzione demografica
Abitanti censiti